# Visayaglasögonfågel
Visayaglasögonfågel (Sterrhoptilus nigrocapitatus) är en fågel i familjen glasögonfåglar inom ordningen tättingar.

## Utbredning och systematik
Visayaglasögonfågel förekommer i Filippinerna. Den delas upp i två underarter med följande utbredning:
- S. n. nigrocapitatus – Leyte och Samar
- S. n. boholensis – Bohol

Fram tills nyligen behandlades calabarzonglasögonfågel (S. affinis) som en del av arten, då med det svenska trivialnamnet svartkronad glasögonfågel. Sedan 2021 urskiljs dock affinis som egen art.
Liksom flera andra glasögonfåglar i Filippinerna behandlades den tidigare som en medlem av familjen timalior (Timaliidae), då i släktet Stachyris. Genetiska studier visar dock att de är en del av glasögonfåglarna.

## Status
IUCN kategoriserar arten som livskraftig men inkluderar affinis i bedömningen.